# Laos na Letnich Igrzyskach Paraolimpijskich 2012
Laos na Letnich Igrzyskach Paraolimpijskich 2012 reprezentował 1 zawodnik.
Jedynym zawodnikiem reprezentującym Laos był Eay Simay specjalizujący się w podnoszeniu ciężarów. Dla tego zawodnika był to trzeci występ na igrzyskach paraolimpijskich. Podczas igrzysk w 2008 roku zdobył brązowy medal, który to medal jest jedynym dotychczas medalem paraolimpijskim zdobytym przez reprezentanta Laosu.

## Kadra

### Podnoszenie ciężarów
Mężczyźni
| Zawodnik  | Konkurencja | Łączny wynik | Poz. |
| --------- | ----------- | ------------ | ---- |
| Eay Simay | -48 kg      | 155          | 4.   |